# 埃伦·布劳米勒
埃伦·布劳米勒（德語：Ellen Braumüller，1910年12月24日—1991年8月10日），德国女子田径运动员。她曾代表德国参加1932年夏季奥林匹克运动会田径比赛，获得女子标枪银牌、女子4×100米接力第六名、女子铁饼第八名。